# Покровник
 Тази статия е за селото в Благоевградско.  За селото в Петричко, чието име до 1932 година е Покровник вижте Дрангово (област Благоевград).  
Покровнѝк е село в Югозападна България. То се намира в община Благоевград, област Благоевград.

## География
Село Покровник се намира на около 6 km югозападно от центъра на Благоевград. Разположено е в прехода между източните подножия на планината Влахина и Благоевградската котловина, на около километър югозападно от река Струма. През селото протича от запад към изток десният приток на Струма Логодашка река (Четирка), която пък приема идващия през южната част на селото свой десен приток река Поповка. Надморската височина в центъра на селото при църквата „Свети Пантелеймон“ е около 342 m. Климатът е континентално-средиземноморски; почвите в землището са преобладаващо наносни и лесивирани.
През Покровник минава републикански път III-1006, който на североизток води към Благоевград, а на югозапад през село Падеш до село Габрово. Покрай североизточната част на Покровник минава автомагистрала „Струма“, с която селото няма пряка пътна връзка.
Землището на село Покровник граничи със землищата на: село Зелендол на север; град Благоевград на изток; село Мощанец на югоизток; село Железница на юг; село Падеш на юг; село Логодаж на югозапад; село Селище на северозапад.
По начало Покровник е било предимно пръснато селище. Според данните в „Списък на населените места в Царството. Преброяване на 31 декември 1934 г.“, към 1934 г. село Покровнѝк се състои от „селото“ и махалите Бòгданска, Веселѝнска, Капчу̀говска, Ку̀зманска, Лèшничка, Марчòвска, Мирàниц, Наджàк, Новосèлска, Пърнòвска, Равнàчка, Сокòлевска, Средна, Урдàрска, Цòровска и Янчòвска. Подобни са и данните от преброяването към 1920 г.

## Население
Числеността на населението на село Покровник според преброяванията през годините е както следва:
| \| Година на преброяване \| Численост \| \| --------------------- \| --------- \| \| 1934 \| 979 \| \| 1946 \| 1098 \| \| 1956 \| 963 \| \| 1965 \| 753 \| \| 1975 \| 869 \| \| 1985 \| 865 \| \| 1992 \| 850 \| \| 2001 \| 855 \| \| 2011 \| 891 \| \| 2021 \| 923 \| |           |
| Година на преброяване | Численост |
| 1934 | 979       |
| 1946 | 1098      |
| 1956 | 963       |
| 1965 | 753       |
| 1975 | 869       |
| 1985 | 865       |
| 1992 | 850       |
| 2001 | 855       |
| 2011 | 891       |
| 2021 | 923       |

Числеността и делът на етническите групи според преброяването на населението през 2011 г. е както следва:
|                     | Численост | Дял (в %) |
| Общо                | 891       | 100.00    |
| Българи             | 818       | 91.80     |
| Турци               | ...       | ...       |
| Цигани              | 13        | 1.45      |
| Други               | 3         | 0.33      |
| Не се самоопределят | ...       | ...       |
| Неотговорили        | 54        | 6.06      |

## История
След Руско-турската война (1877 – 1878 г.) по Берлинския договор 1878 г. селото остава в Османската империя; присъединено е към България по Букурещкия мирен договор 1913 г.
Към 1900 г. според статистиката на Васил Кънчов („Македония. Етнография и статистика“) населението на селото наброява 750 души, всичките българи-християни.
Православната църква „Възнесение Господне“ в село Покровник е построена през 1888 – 1891 г. и е осветена от българския архимандрит Николай през октомври 1891 г. До създаването ѝ населението се е черкувало в съседното село Лешко, където е била единствената църква в околността по онова време. Църквата „Възнесение Господне“ е паметник на културата. Новата църква „Свети Пантелеймон“ е построена в северната част на селото в началото на 21 век.
Основното училище „Тодор Александров“ започва да функционира в село Покровник през учебната 1921/1922 г. През май 1947 г. училището е преименувано на Основно училище „Яне Сандански“. От 1 октомври 1952 г. в училището започва курс за ограмотяване на малограмотните жители на селото. Общинското основно училище – отново с име „Тодор Александров“, е закрито през 2008 г.
| Учители и ученици в прогимназията през учебната 1926 – 1927 година | Учители и ученици в прогимназията през учебната 1926 – 1927 година | Учители и ученици в прогимназията през учебната 1926 – 1927 година | Учители и ученици в прогимназията през учебната 1926 – 1927 година | Учители и ученици в прогимназията през учебната 1926 – 1927 година | Учители и ученици в прогимназията през учебната 1926 – 1927 година | Учители и ученици в прогимназията през учебната 1926 – 1927 година | Учители и ученици в прогимназията през учебната 1926 – 1927 година | Учители и ученици в прогимназията през учебната 1926 – 1927 година | Учители и ученици в прогимназията през учебната 1926 – 1927 година |
| Класове                                                            | Ученици                                                            | Ученици                                                            | Ученици                                                            | Учители                                                            | Учители                                                            | Учители                                                            | Учителки                                                           | Учителки                                                           | Учителки                                                           |
| Класове                                                            | момчета                                                            | момичета                                                           | общо                                                               | редовни                                                            | волнонаемни                                                        | общо                                                               | редовни                                                            | волнонаемни                                                        | общо                                                               |
| ------------------------------------------------------------------ | ------------------------------------------------------------------ | ------------------------------------------------------------------ | ------------------------------------------------------------------ | ------------------------------------------------------------------ | ------------------------------------------------------------------ | ------------------------------------------------------------------ | ------------------------------------------------------------------ | ------------------------------------------------------------------ | ------------------------------------------------------------------ |
| първи                                                              | 14                                                                 | 9                                                                  | 23                                                                 | 1                                                                  | 1                                                                  | 2                                                                  | 1                                                                  | 1                                                                  | 2                                                                  |
| втори                                                              | 19                                                                 | 1                                                                  | 20                                                                 | 1                                                                  | 1                                                                  | 2                                                                  | 1                                                                  | 1                                                                  | 2                                                                  |
| трети                                                              | 9                                                                  | 3                                                                  | 12                                                                 | 1                                                                  | 1                                                                  | 2                                                                  | 1                                                                  | 1                                                                  | 2                                                                  |

Читалището в село Покровник е основано на 26 март 1939 г. с наименованието „Просвета“. На учредителното събрание присъстват 44 души, от които 7 учители, един свещеник, един кметски наместник и 35 земеделски стопани.
Кредитната кооперация „Изгрев“ – село Покровник е основана на 22 март 1925 г. В началото на 1953 г. – вече като Всестранна кооперация „Изгрев“ – с. Покровник, кооперацията се влива в Наркооп – Благоевград.

## Обществени институции
Село Покровник към 2023 г. е център на кметство Покровник.
В село Покровник към 2023 г. има:
- действащо читалище „Георги Измирлиев – 1939“;[21][22]
- православни църкви „Възнесение Господне“ и „Свети Пантелеймон“;[23]
- пощенска станция.[24]
- работеща детска градина, филиал на Детска градина "Усмивка" в кв. Струмско, Благоевград.[25]

## Личности
Родени в Покровник
- Атанас Гробищарски, български революционер, активист в Спомагателната организация на ВМРО[26]
- Георги Иванов Бисерински, български военен деец, подпоручик, загинал през Първата световна война[27]
- Гьоре Христов-Даскала (1879 – 1934), български революционер от ВМРО,[28] учител в родното си село и дългогодишен нелегален четник, активист на ВМРО в Спомагателната организация[29]
- Коте Узунски, български революционер, активист в Спомагателната организация на ВМРО. Иван Михайлов пише: „скроменъ като момиче, но смѣлъ. Началникъ на селската чета. Оставаше мило впечатление съ своята мълчаливость и вѣрность. И той е измежду много пострадалитѣ следъ сърбофилския превратъ въ 1934 година.“[26]
- Стоица Янчовски, български революционер, активист в Спомагателната организация на ВМРО[26]
- Стойче Воденичарят, български революционер, активист в Спомагателната организация на ВМРО[26]
- Таче Пържов, български революционер, активист в Спомагателната организация на ВМРО[26]
- Чиме (Чимо) Ангелов, македоно-одрински опълченец, 28 (32)-годишен, земеделец, основно образование, четата на Никола Чавеов, 3 рота на 14 воденска дружина[30]
- Яне Пържов, български революционер, активист в Спомагателната организация на ВМРО[26]

Починали в Покровник
- Димитър Кощанов (1879 – 1915), български революционер, политик и предприемач
- Методи Алексиев (1887 – 1924), български революционер, комунист
- Стойо Хаджиев (1880 – 1924), български революционер, войвода на ВМОРО